# Fraccionamiento los Álamos
Fraccionamiento los Álamos är en ort i Mexiko.   Den ligger i kommunen Fortín och delstaten Veracruz, i den sydöstra delen av landet, 230 km öster om huvudstaden Mexico City. Fraccionamiento los Álamos ligger 1 024 meter över havet och antalet invånare är 1 150.
Terrängen runt Fraccionamiento los Álamos är huvudsakligen kuperad, men den allra närmaste omgivningen är platt. Runt Fraccionamiento los Álamos är det tätbefolkat, med 550 invånare per kvadratkilometer. Närmaste större samhälle är Córdoba, 6,8 km sydost om Fraccionamiento los Álamos. Trakten runt Fraccionamiento los Álamos består till största delen av jordbruksmark.